# Jules Bianchi
Jules Bianchi (n. 3 august 1989, Nisa, Franța — d. 17 iulie 2015, Nisa, Franța) a fost un pilot de curse auto care a evoluat în Campionatul Mondial de Formula 1 pentru echipa Marussia F1.
Jules este nepotul lui Lucien Bianchi (Lucien era fratele bunicului lui Jules). Lucien a fost un pilot belgian de Formula 1, care a concurat în Campionatul Mondial de Formula 1 în 7 sezoane între anii 1959 - 1968. Lucien Bianchi a murit în 1969, la vârsta de 34 de ani, în timpul unor teste pentru Cursa de 24 de ore de la Le Mans.

## Decesul
La Marele Premiu al Japoniei din 2014, Bianchi a ieșit de pe circuit în virajul 7, și s-a izbit de o macara care, la momentul respectiv, ridica de pe circuit mașina avariată a pilotului Adrian Sutil. Bianchi a supraviețuit cumva incidentului, însă a suferit leziuni severe ale capului și leziuni ale creierului între timp. Un accident similar s-a întâmplat în urmă cu 20 de ani la același circuit, cu Martin Brundle distrugându-și McLaren-ul și rănind un comisar de cursă care a suferit o ruptură de picior. El a ieșit din comă la mijlocul lui noiembrie, și a murit în dimineața zilei de 17 iulie 2015.

## Cariera în Formula 1
| Sezon | Echipă                     | Puncte      | Loc clasament general |
| ----- | -------------------------- | ----------- | --------------------- |
| 2011  | Scuderia Ferrari Marlboro  | Pilot teste | -                     |
| 2012  | Sahara Force India F1 Team | Pilot teste | -                     |
| 2013  | Marussia F1 Team           | 0           | -                     |
| 2014  | Marussia F1 Team (1-15)    | 2           | 17                    |

## Cariera în Motor Sport
| Sezon | Competiție                 | Puncte | Loc clasament general |
| ----- | -------------------------- | ------ | --------------------- |
| 2008  | Formula 3 Euro Series      | 47     | 3                     |
| 2009  | Formula 3 Euro Series      | 114    | 1                     |
| 2010  | GP2 Series                 | 52     | 3                     |
| 2011  | GP2 Series                 | 53     | 3                     |
| 2012  | Formula Renault 3.5 Series | 185    | 2                     |